# La Salle (Minnesota)
Pour les articles homonymes, voir La Salle.
La Salle est une ville américaine située dans le Comté de Watonwan, dans le Minnesota. Selon le recensement de 2010, sa population est de 87 habitants.